# Paraguayische Fußballnationalmannschaft der Frauen
Die Fußballnationalmannschaft der Frauen von Paraguay repräsentiert Paraguay im internationalen Frauenfußball. Die Nationalmannschaft ist dem Fußballverband von Paraguay unterstellt und wird von Nelson Basualdo trainiert. Die Auswahl nahm an acht bisher ausgetragenen CONMEBOL Südamerikameisterschaften teil, wobei der vierte Platz 2006 und 2022 der bisher größte Erfolg war. An einer Weltmeisterschaft bzw. an den Olympischen Spielen hat die Auswahl von Paraguay bisher noch nicht teilgenommen. Bisher spielte die Mannschaft außer gegen Japan, Taiwan und Russland nur gegen Mannschaften des amerikanischen Subkontinents. Die meisten Spiele wurden auswärts oder auf neutralem Platz durchgeführt. 2018 fanden die ersten beiden von bisher 16 Heimspielen statt.

## Turnierbilanz

### Weltmeisterschaft
| - 1991: nicht teilgenommen - 1995: nicht teilgenommen - 1999: nicht qualifiziert - 2003: nicht qualifiziert - 2007: nicht qualifiziert | - 2011: nicht qualifiziert - 2015: nicht qualifiziert - 2019: nicht qualifiziert - 2023: nicht qualifiziert |

### Südamerikameisterschaft
| - 1991 – nicht teilgenommen - 1995 – nicht teilgenommen - 1998 – Vorrunde - 2003 – Vorrunde - 2006 – Vierter | - 2010 – Vorrunde - 2014 – Vorrunde - 2018 – Vorrunde - 2022 – Vierter - 2025 – Vorrunde |

### Olympische Spiele
| - 1996: nicht qualifiziert - 2000: nicht qualifiziert - 2004: nicht qualifiziert - 2008: nicht qualifiziert - 2012: nicht qualifiziert | - 2016: nicht qualifiziert - 2020: nicht qualifiziert - 2024: nicht qualifiziert - 2028: nicht qualifiziert |

### Panamerikanische Spiele
Die paraguayische Mannschaft nahm erst einmal an dem seit 1999 ausgetragenen Frauen-Fußballturnier der Panamerikanischen Spiele teil.
| - 1999: nicht teilgenommen - 2003: nicht teilgenommen - 2007: Vorrunde - 2011: nicht qualifiziert | - 2015: nicht qualifiziert - 2019: Vierter Platz - 2023: Fünfter Platz - 2027: qualifiziert |

### CONCACAF W Gold Cup
- 2024: Viertelfinale